# Ichthyostomatogasteridae
Ichthyostomatogasteridae (лат.) — семейство клещей из отряда Mesostigmata (Sejoidea). 3 рода, около 10 видов. Обладают крепкими ротовыми органами, которые используются для дробления и проглатывания твёрдой пищи, такой как грибы и другие клещи. Наиболее часто встречаются в дуплах деревьев и гниющей древесине, или в гнёздах млекопитающих и пещерных летучих мышей. Ранее представители этого семейства рассматривались в составе Sejidae.
- Archaeopodella Athias-Henriot, 1977[6]
  - Archaeopodella scopulifera Athias-Henriot, 1977 — Австралия
- Asternolaelaps Berlese, 1923 (= Ichthyostomatogaster Sellnick)
  - Asternolaelaps australis Womersley & Domrow, 1959 — Австралия
  - Asternolaelaps castrii Athias-Henriot, 1972
  - Asternolaelaps fecundus Berlese, 1923
  - Asternolaelaps nyhleni (Sellnick, 1953)
  - Asternolaelaps putriligneus Kaczmarek, 1984 — Польша
  - Asternolaelaps querci Wisniewski & Hirschmann, 1984 — Польша
- Japanoasternolaelaps Hirschmann & Hiramatsu, 1984[7]
  - Japanoasternolaelaps japanensis Hirschmann & Hiramatsu, 1984